# Serhí Sidortxuk
Serhí Sidortxuk (ucraïnès: Сергій Олександрович Сидорчук; n. Zaporíjia, 2 de maig de 1991) és un futbolista ucraïnès que juga en la demarcació de migcampista pel Dinamo de Kíiv de la Lliga Premier d'Ucraïna.

## Internacional
Va debutar amb la selecció de futbol d'Ucraïna el 9 d'octubre de 2014 en un partit de classificació per l'Eurocopa 2016 contra Belarús, trobada que va finalitzar per 0-2, marcant Sydorchuk en el seu partit debut.

### Gols internacionals
| # | Data                 | Estadi                          | Oponent   | Gol | Resultat | Competició                        |
| - | -------------------- | ------------------------------- | --------- | --- | -------- | --------------------------------- |
| 1 | 9 d'octubre de 2014  | Borisov Arena, Borisov, Belarús | Belarús   | 0-2 | 0–2      | Classificació per l'Eurocopa 2016 |
| 2 | 12 d'octubre de 2014 | Arena Lviv, Leópolis, Ucraïna   | Macedònia | 1–0 | 1–0      | Classificació per l'Eurocopa 2016 |

## Clubs
| Club                   | País    | Any         | Partits | Gols |
| ---------------------- | ------- | ----------- | ------- | ---- |
| FC Metalurh Zaporizhya | Ucraïna | 2008 - 2012 | 58      | 4    |
| Dinamo de Kíiv         | Ucraïna | 2013 -      | 80      | 5    |

## Palmarès

### Campionats estatals
| Títol                   | Club           | País    | Any  |
| ----------------------- | -------------- | ------- | ---- |
| Copa d'Ucraïna          | Dinamo de Kíiv | Ucraïna | 2014 |
| Copa d'Ucraïna          | Dinamo de Kíiv | Ucraïna | 2015 |
| Lliga Premier d'Ucraïna | Dinamo de Kíiv | Ucraïna | 2015 |